# Indie
Indie är en förkortning av engelskans ord independent (oberoende). Benämningen uppstod under 1970-talet och kommer från Storbritannien där mängden små, oberoende skivbolag ökade kraftigt under och efter punkrörelsen.
De oberoende skivbolagen inriktade sig på utgivning av pop och rock som inte alltid var så kommersiellt gångbar. På skivbolag som Stiff Records, Chiswick, Postcard, Sarah, Factory, Creation Records och Rough Trade sågs en ny stark våg av popmusik växa fram, ofta med rötterna i 1960-talets brittiska poptradition.
Indie har med tiden även kommit att likställas med en egen musikgenre, och även inspirerat till subkulturer med egna klädstilar, vilket innebär att artisternas framtoning spelar större roll än storleken på skivbolaget.